# Currie Cup (1995)
Currie Cup 1995 – pięćdziesiąta siódma edycja Currie Cup, najwyższego poziomu rozgrywek w rugby union w Południowej Afryce.

## Finał
|  | Natal | 25:17 | Western Province | Kings Park Stadium, Durban Sędzia: Tappe Henning |
|  |       | 25:17 |                  | Kings Park Stadium, Durban Sędzia: Tappe Henning |